# Маніпурі
Маніпу́рі, також мейтхеї — народ в Індії, основне населення штату Маніпур. Чисельність у Індії — понад 1470 тис. чоловік (2001, перепис), загалом у світі — 1485 тис. чоловік.  Розмовляють мовою маніпурі, тибето-бірманської групи. За релігією близько 60% маніпурі — індуїсти, решта — християни, прихильники давніх анімістичних вірувань і мусульмани. За середньовіччя у маніпурі існувало своє незалежне князівство — Маніпур. Основне заняття — землеробство, тваринництво, шовківництво, ремесла — ткацтво, плетіння з соломи, трави й бамбука, гончарство тощо. 

## Історія
Маніпурі населяють одноіменний штат Маніпур, де вони знаходяться у етнічному конфлікті з племенами Кукі, що у 2023 році переросло у збройний конфлікт (Конфлікт у Маніпурі 2023).

## Культура

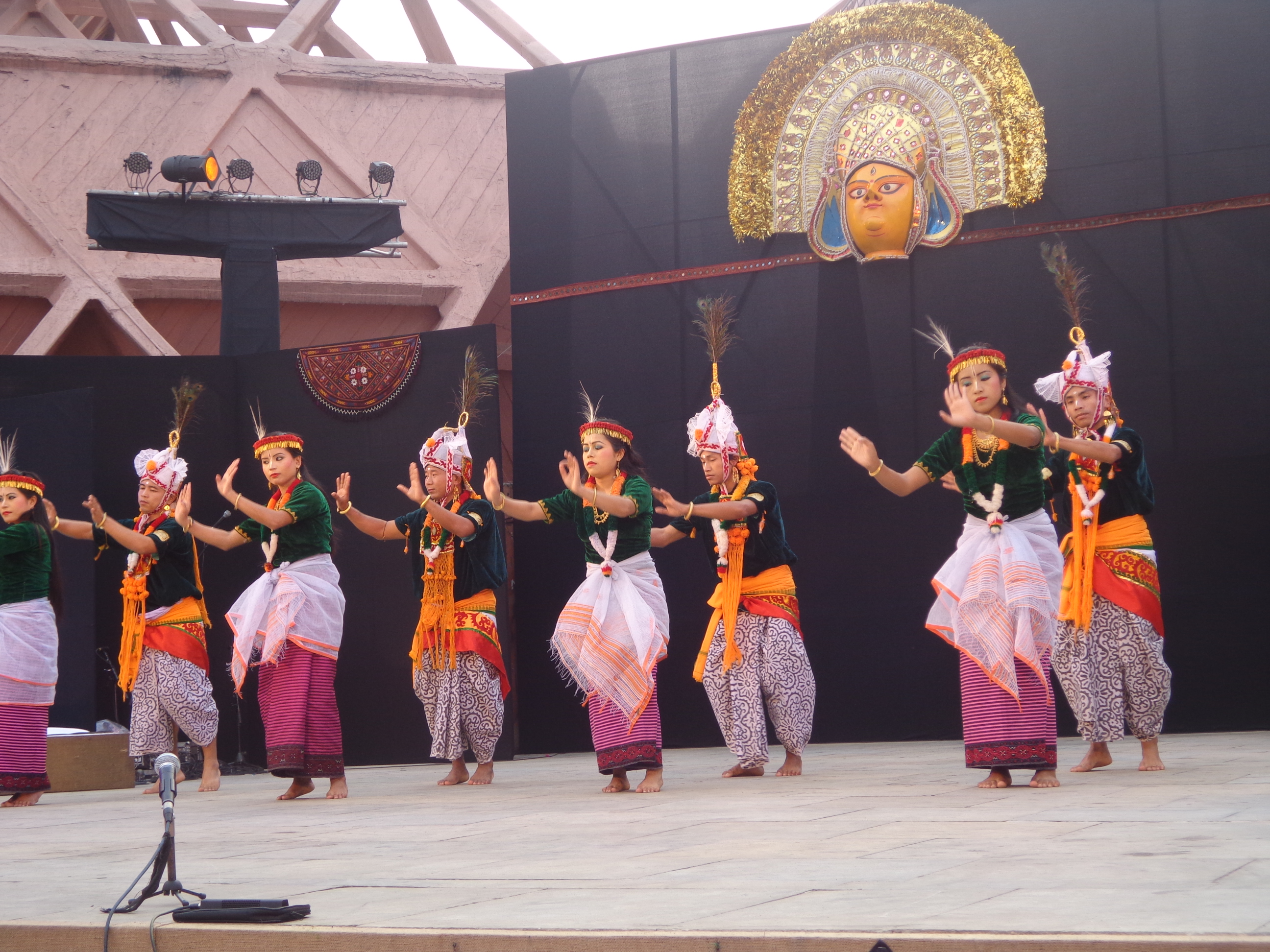
Танці

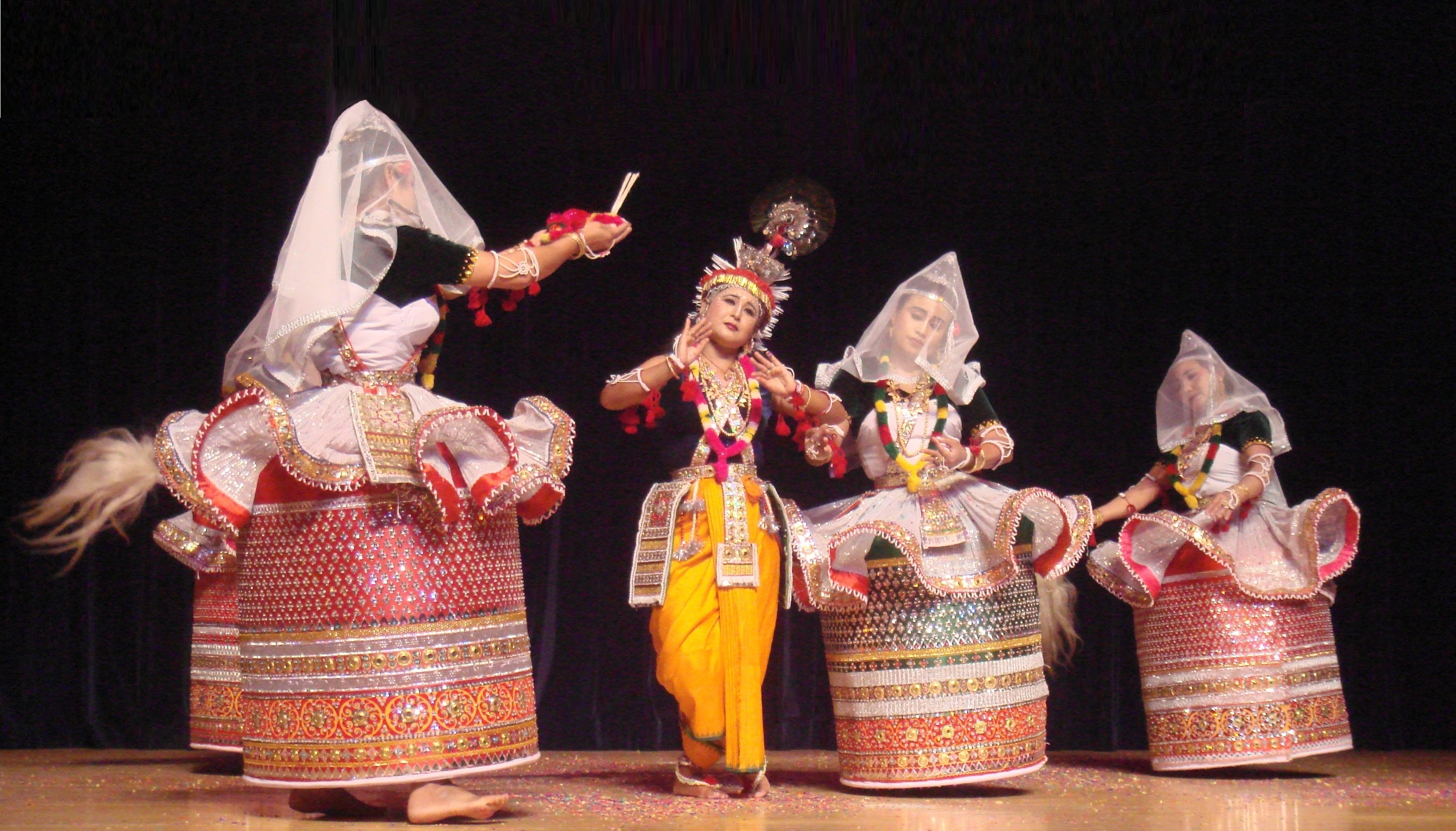
Танці

Маніпурі мають свою літературу і багатий фольклор. Відоме їхнє танцювальне мистецтво. 

## Кухня
Популярні страви маніпурської кухні: Синджу, Еромба.